# Grande Hotel de Goiânia
O Grande Hotel foi inaugurado em 23 de janeiro de 1937 na cidade de Goiânia, onde hoje é o setor Central, sua construção foi iniciada em 1935 e foi inaugurado em 1938.
Foi o primeiro hotel de Goiânia e uma das mais importantes construções da cidade na época, segundo Ofélia Monteiro,  seu objetivo principal era: “facilitar o ingresso de elementos de fora para o Estado e facilitar com boas instalações a estadia de quantos tenham negócios a tratar com o governo" .

## Histórico
O edifício foi construído a partir do projeto em três pavimentos, originalmente, com 60 quartos e quatro apartamentos de luxo, vários banheiros servidos de água quente e fria, além de garages e outras dependências próprias dos melhores estabelecimentos desse gênero, em uma área de 2.178 m². O restaurante-bar se tornou, na época, o ponto de encontro da sociedade goianiense.
Foi posicionado estrategicamente, entre as principais avenidas Tocantins, Araguaia e Independência, contendo dois eixos, a Avenida Goiás e a Avenida Anhanguera.
Foi tombado como patrimônio histórico de Goiânia pelo IPHAN em 18 de novembro de 2003.

## Curiosidades
O Grande Hotel foi objeto da peça teatral revista Goiânia, que estreou a 8 de junho de 1938; seus autores foram Vasco dos Reis Gonçalves (texto) e Joaquim Edson Camargo (músicas). Grande número de pessoas acorreu ao Cine-Teatro Campinas nessa data para assistir a sua estreia. Eis que na Cena VIII do Segundo Ato, o edifício do hotel, como que por encanto, adquire vida e canta a seguinte ária: "Meus tons são quase rosados./ Eu dessas cores me fiz/ para que assim sejam os sonhos/ de meus hóspedes gentis!"
Em 2013, como parte do centro cultural idealizado pela Secretária da Cultura do município de Goiânia, foi implantada a  Biblioteca Infanto-Juvenil como parte de um projeto do Laboratório de livro, leitura, literatura e biblioteca da UFG. 